# Topolów
Topolów – kolonia wsi Radostków w Polsce położona w województwie śląskim, w powiecie częstochowskim, w gminie Mykanów.
W latach 1975–1998 kolonia administracyjnie należała do województwa częstochowskiego.
5 lipca 2014 doszło do katastrofy lotniczej, w której zginęło 11 osób